# Jean Le Cornu (religieux)
Jean Le Cornu (? - Boigny-sur-Bionne, 9 mai 1493) est un religieux français, neuvième grand-maître de l'ordre hospitalier et militaire de Saint-Lazare de Jérusalem et de Notre-Dame du Mont-Carmel.

## Famille
Il était issu d'une très ancienne famille (qui portait de plein-vair, ou vairé d'argent et de gueules) ; le château principal de ses aïeux était Villeneuve la Cornue, aujourd'hui Salins en Seine-et-Marne.
La maison Le Cornu fut féconde en prélats et produisit, dans le XIIIe siècle, quatre archevêques de Sens, un évêque de Chartres et un évêque de Nevers.

## Carrière ecclésiastique
Jean Le Cornu rejoint d'abord, l'ordre du Saint-Esprit in Saxia de Rome et administre la commanderie de Saint-Sever (diocèse de Bourges), qui dépendait de la maison du Saint-Esprit de Montpellier.
Il fut reçu dans l'ordre de Saint-Lazare de Jérusalem par le grand-maître des Ruaux le 12 juin 1449 et fut élu, à son tour, avant le mois d'août 1469. Il succéda à Guillaume des Mares et fut le neuvième grand-maître de l'ordre. À sa mort, c'est François d'Amboise qui lui succéda.